# ローマ帝国の人口学

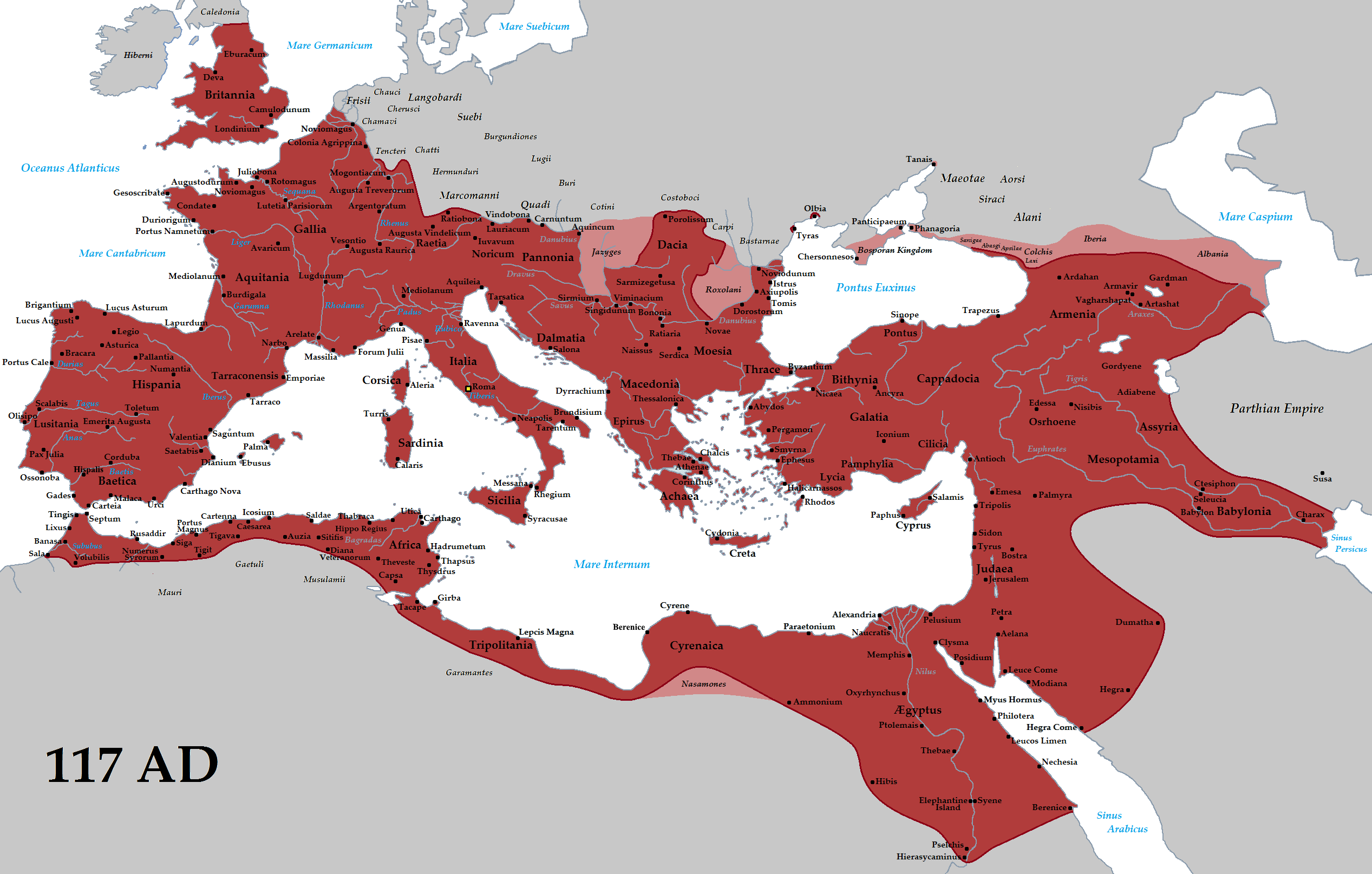
ローマ帝国最盛期の領土、西暦117年トラヤヌス帝治世下。

本項ではローマ帝国に関する人口学について記述する。
人口統計学的に、ローマ帝国は普通の前近代国家であった。ローマ帝国では、平均寿命が短く乳幼児死亡率が高い。また同様に結婚年齢は若く、出生率が高くなっている。誕生した時点でのローマ人の平均余命は20から25年程度であり、おそらく15から35%程度のローマ人は乳幼児の段階で死んでいた。一方で5歳以上成長した子供は四十代程度まで生きていたと思われる。ローマ人の女性は平均すると一生で6から9人の子供を生んでいたものと考えられている。
160年代に発生したアントニウスの疫病以前のピークにおいて、ローマ帝国の人口は約6000万人、人口密度は1平方kmあたり16人だった。古典期及び中世のヨーロッパ社会とは対照的にローマ帝国の都市化率は高く、2世紀の古代ローマ（都市）は100万人を超える住民を抱えていた。西洋において再びこの人口に匹敵する都市が現れるのは19世紀になってからのことである。

## 背景
地中海およびその後背地において紀元前2千年紀から1千年紀初期は人口が着実に増加していった時期である。後にローマ帝国の領土となる地域では前12世紀から3世紀にかけて平均して人口の年成長率が0.1%であり、総人口は実に4倍となっている。既に発展していた地中海の東側ではこの増加ペースがよりゆるやかであり、およそ年率0.07%であった。それでもこの値は後の時代に比べると低い値ではなく、200年から1800年にかけて帝国のヨーロッパ部分の成長率は年0.06から0.07%であり、帝国のアフリカやアジア部分の人口はこの時期ほとんど増えていない。
比較として、1世紀から1800年にかけて現在中国の領土となっている地域の年人口成長率は0.1%であった。5世紀から6世紀にかけてのローマ凋落による人口減少の後、ヨーロッパがローマ時代の人口を取り戻したのはおそらく12世紀から13世紀であり、その後黒死病による人口減少の後に一定してローマ時代の人口を超える様になったのは15世紀半ばからである。
ローマ帝国に関して信頼できる総合的な人口統計は存在せず、初期近代ヨーロッパの人口統計学の基礎となった詳細な地域記録に比するようなものも存在しない。人口に関して多くの数の曖昧で逸話的な記述が残されているが、これらは記録や観測に基づいているわけではなく、憶測や対照に頼っているためローマの人口統計を調べる上ではあまり役に立たない。

## 死亡率
ローマ帝国の住民の平均余命は約25歳だった。この想定は、散在する質の悪い古代の証拠より寧ろ推測に依存しているものの、これらの証拠は、当時の歴史家が記載した一般人口調査が指摘しているものである。それは地域を横断したローマ帝国の、明らかとなっている社会と経済状況の比較にもとづいており、我々は、判明している近代人口の低い値に近い値を平均余命として想定すべきである。ローマの人口学は20世紀初頭のインドと中国の田舎に関するデータを比較に用いている。これらの地域における誕生時における平均余命は、20代前半だった。
300もの戸籍調査が、最初の3世紀のエジプトに関して収集されている。R. Bagnall とブルース・フライアーは、それらを用いて、男性と女性の分布を再構成した。それは出生時平均余命が22歳と25歳であることを示し、生命表モデルについて広く一貫した結果を示した。その他の史料は、北アフリカにおける墓地の人骨やローマ人の墓誌、"Ulpian's life table"のような年金支給表などを含む人口再生産の状況を解明するために用いられている。これらの史料の解釈や基礎研究は議論のあるところで、遺骨は日付が明確ではなく、墓誌はサンプルとなる人口の代表値を示すものではなく、"Ulpian's life table"の元となる史料は知られていない。それでも、彼らは文学史料に示される、ローマ人エリートの生存率を集計し、それらの証拠が18世紀フランスや20世紀初期中国やインドやエジプトのような地域の高い死亡率を、人口から推計したデータと比較した場合、一貫性があることから、彼らは出生時平均余命が20代前半だとするローマの人口学の基礎的推計値を補強するのである。
正確な観察が残されているものは低い平均余命を示すものであって、人口を示すものではないが、生命表モデルは人口の年齢層を理解するために用いられなくてはならなかった。これらのモデルは歴史的データに基づき、異なった諸階層における死亡率の「典型的」な人口を描いている。ローマ帝国の人口学において、ブルース・フライアーは、「もっとも一般化され広く適用可能である」と、その Model West frameworkを利用している。なぜならそれは唯一の実証的な情報をもとにしているため、その生命表モデルは唯一のローマ人口学のおおよその青写真を与えるものだからだ。二つの重要な指摘がある。その表はローマ人の状況を誤って表現している、というもので、子供と大人の死亡率の間の構造的関係と男女別の死亡率の関係性に関する指摘である。どの場合でも、ローマ人の死亡率は時代と場所、階級ごとに非常に多様であると予測されるべきである。10歳ごとの変動は異常なことではないだろう。20歳代と30歳代の間という平均余命の幅はありうる値であり、それは周辺地域において、いずれかの方向で、それを越える値であったかも知れないけれども(e.g., マラリアの都会における高い度合と、その他の地域での低い度合いなど）。
| Model West, level 3:ローマ帝国における平均余命表 |        |          |          |        |          |          |
|                                                  | 女性   | 女性     | 女性     | 男性   | 男性     | 男性     |
| 年齢                                             | 死亡率 | 生存者率 | 平均余命 | 死亡率 | 生存者率 | 平均余命 |
| 0                                                | 0.3056 | 100,000  | 25.0     | 0.3517 | 100,000  | 22.8     |
| 1                                                | 0.2158 | 69,444   | 34.9     | 0.2147 | 64,826   | 34.1     |
| 5                                                | 0.0606 | 54,456   | 40.1     | 0.0563 | 50,906   | 39.0     |
| 10                                               | 0.0474 | 51,156   | 37.5     | 0.0404 | 48,041   | 36.2     |
| 15                                               | 0.0615 | 48,732   | 34.2     | 0.0547 | 46,099   | 32.6     |
| 20                                               | 0.0766 | 45,734   | 31.3     | 0.0775 | 43,579   | 29.4     |
| 25                                               | 0.0857 | 42,231   | 28.7     | 0.0868 | 40,201   | 26.6     |
| 30                                               | 0.0965 | 38,614   | 26.1     | 0.1002 | 36,713   | 23.9     |
| 35                                               | 0.1054 | 34,886   | 23.7     | 0.1168 | 33,035   | 21.3     |
| 40                                               | 0.1123 | 31,208   | 21.1     | 0.1397 | 29,177   | 18.7     |
| 45                                               | 0.1197 | 27,705   | 18.5     | 0.1597 | 25,101   | 16.4     |
| 50                                               | 0.1529 | 24,389   | 15.6     | 0.1981 | 21,092   | 14.0     |
| 55                                               | 0.1912 | 20,661   | 13.0     | 0.2354 | 16,915   | 11.8     |
| 60                                               | 0.2715 | 16,712   | 10.4     | 0.3091 | 12,932   | 9.6      |
| 65                                               | 0.3484 | 12,175   | 8.4      | 0.3921 | 8,936    | 7.7      |
| 70                                               | 0.4713 | 7,934    | 6.5      | 0.5040 | 5,432    | 6.1      |
| 75                                               | 0.6081 | 4,194    | 4.9      | 0.6495 | 2,694    | 4.6      |
| 80                                               | 0.7349 | 1,644    | 3.6      | 0.7623 | 944      | 3.4      |
| 85                                               | 0.8650 | 436      | 2.5      | 0.8814 | 225      | 2.4      |
| 90                                               | 0.9513 | 59       | 1.8      | 0.9578 | 27       | 1.7      |
| 95                                               | 1.0000 | 3        | 1.2      | 1.0000 | 1        | 1.2      |
| After Frier, "Demography", 789, table 1.         |        |          |          |        |          |          |

古代の年齢分布の特殊性は、いずれも地域の状況により非常に大きな変動が見られるということにある。前近代社会では、死亡の大きな原因は、生命の終わりが産業化社会における死亡の典型的な状況である年齢的なものや、低栄養状況にあるのではなかった。感染性の急性の疫病が、人口の年齢構成の変動に影響した。例えば肺結核は、古代のローマ地域では典型的だった。その死は20世紀初頭でも集中する傾向があり、その流行地域における生命表は、死亡率の谷を示している。同時に、前近代社会における史料、例えば初期近代イングランドや20世紀初頭の中国などでは、幼児死亡率が15-35%の社会における20歳時の平均余命と等しい範囲である社会と比べると、幼児死亡率が成人の死亡率とは独立した変動幅を持っている (生命表モデルはこの点を省いている; それらは、年齢別死亡率は均一で、予想される割合に変化させることができる、という推定に依存しているからである)。古代の証拠には、このような効果を規格化できるものはないし(それら史料には、幼児死亡を概観する強い傾向がある）、生命表モデルはこの点を誇張しているものの、比較可能な証拠は、それが非常に高い（死亡率は強く人生の最初の年に強く集中するという）ということを示唆している。
この規模の死亡率は、人的資源において、投資を思いとどまらせ、生産性の成長を阻害する(ローマにおける青年期の死亡率は、近代初期英国におけるよりも三分の二ほど高い); それは、大勢の未亡人と孤児をつくりだし、長期にわたる経済計画を妨げる。衰弱性疾病の罹病率とともに、多くの有効労働年齢層が悪化する。健康調整平均余命表（health-adjusted life expectancy (HALE)）は、健康な状況で生きた人びとの数を示し、平均余命の変動範囲は、現代社会においては8%を越えない。ローマのような高い死亡率の社会では、（平均余命の変動範囲は）全体の平均余命を六分の一程度に下回ることがある。健康調整平均余命表（HALE）は、20歳以下の年齢層については、経済的生産性を非常に低下させる影響を帝国に残したといえるだろう。

## 出生率
前述のような、持続的成長を大きく下回るような死亡率の状況下にあって、人口代謝を維持するために高出生率が必要とされた。20-30歳の平均余命にあって、女性は4.5人から6.5人の子供を人口維持のために生まなくてはならなかった。離婚や死別、不妊症など、いくつもの段階があったから、（これらを考慮すると）出生率はベースラインを遥かに上回る、一人当たりの女性が子供を6-9人産む必要があった。出生率は、人口維持レベルを、長期に渡って低下したり、または平均を上回ったりすることはなかった。年間成長人口、あるいは減少人口は0.7%を維持できれば、１世紀で2倍となった。このような出生率は、地域的に、あるいは短い期間であれば実現可能な値だったが、疫病が流行すると死亡が出生を継続的に上回った。しかし、長期的に見れば、人口レベルを維持する一定値へと収束する法則が見られた。
ローマ時代のエジプトで出土した人口調査によれば、未だ"出生転換"を迎えてはおらず、避妊は中絶のような技術的な出産調整は、自然繁殖を代替するためにはローマ時代においては広くは行なわれていなかった。育てられる子供の数を許容できる範囲にカップルが出産を中止することを、家族内で実施することだけが広まっていた。こうした抑制がどの程度広まっていたかさえ、指標はない。残っている記録は、母体の年齢や待遇により管理されていたという証拠も示していない。
| ローマ時代のエジプトの婚姻出生率                |                      |                      |                   |
| Age                                             | ローマ時代のエジプト | ローマ時代のエジプト | Natural fertility |
| Age                                             | 証明出生率           | Gompertzモデル       | Natural fertility |
| 12–14                                           | 22                   | 23                   | 225               |
| 15–19                                           | 232                  | 249                  | 420               |
| 20–24                                           | 343                  | 333                  | 460               |
| 25–29                                           | 367                  | 325                  | 431               |
| 30–34                                           | 293                  | 299                  | 396               |
| 35–39                                           | 218                  | 262                  | 321               |
| 40–44                                           | 219                  | 166                  | 167               |
| 45–49                                           | 134                  | 37                   | 24                |
| After Frier, "Natural fertility", 325, table 1. |                      |                      |                   |

帝政ローマでは、婚姻出生率のパターンについては、男性は晩婚、女性は早婚という"地中海人"パターンとして知られるパターンが広く一致している。結婚年齢の証拠は、ローマ人のエリートについては、確実性が高く、元老院階級の男性は20代初に結婚することが期待され、女性は10代初に結婚することが期待された。葬祭記録から窺える証拠のもっとありえる解釈によれば、下層階級では、女性は10代後半から20代初に結婚し、男性は20代後半から30代初に結婚していた。
このようなローマ人のパターンは、"東方"（東方アジア）においては対照的で、そこでは、男女とも若くして結婚している。中国は、"東方"パターンの顕著な事例で、ローマよりも低い出生率である。これは 母乳による子育てや、女性嬰児の間引き、独身でいつづける男性など、複数の要因により達成されたものである。ただしその詳細については議論がある。ローマ人の家族は"東方"パターンのいくつかの特徴を合わせ持っている。例えばローマ時代のエジプトは、母乳による育成の習慣が広まっていた。母乳による養育は、出産の間隔を長くした。エジプト人の出生率のレベルは近代初期の日本の村落ナカハラで記録されたものと比較できる。その村では、人口の半分が、家族的限界に達していた。歴史家ウォルター・シャイデルは、このことは、想定される"自然出生率"体制というものにおいて、家族的限界の範囲について問いかけるものである、と判断している。
ローマ人とギリシア人の文学と法律的伝統は、"東方"人口動態の特徴である嬰児殺しや里子について度々参照している。これらの習慣の範囲は小さいためありえそうにないけれども、定量化することも不可能である(或いは、女性嬰児殺しの発生率を判断できるほどの性別割合の報告があるわけでもない）。これら"東方"の特徴は中世や近代ヨーロッパでは優勢ではなかった。そこでは、幼児死亡率への影響において出産を減らしたり諦めたりする文化的構造的要因が直接的だった (宗教信条や法律的強制、捨て子を収容する施設、児童労働、手厚い看護など)。これらの制約は、ギリシアやローマ社会では弱かったか、不足していた

## 移住
Cavalli–Sforzaによる遺伝子の再構成によると、鉄器時代以降のヨーロッパでは殆ど移住がなかった。殆どの人口成長は、地域間の移住よりもむしろ、出生率の改善状況による、地域的なゆっくりとした拡大に帰されている。本質的には村から村への地域的な移住であり、新しい居住地の拡大と集中が成功したことによる、必然だったといえよう。地中海の地形は非常に移住に適しており、初期の帝国において約75万人のイタリア人が属州に住んでいた 。全体的な概数としては、奴隷貿易が地域的移住においてはもっとも重要な要因で、数百万人がイタリア半島に連れてこられた。その他の要因としては、帝国西部への東方の住民の小規模な継続的移住を除けば、帝国時代における地域間移住は殆ど見られなかった。

## 人口
現代のローマ帝国の人口推計は19世紀の歴史家カール・ユリウス・ベロッホによる研究を基礎としている。彼は当時の軍の製図家による地図を元に帝国の各構成地域の面積を算出し、それぞれの人口密度を推定した。1886年にベロッホが推計した紀元14年における帝国の人口は現代の推計の基礎となっている（一方で彼が1899年に再推計したものはあまり顧みられない。大きな修正が必要なのはアナトリアと大シリアの箇所のみであり、ベロッホは1900万人の人口を推計したがこの数字から求められる人口密度は20世紀になるまで到達していなかった。ブルース・フライアーは最近の推計で1200万人がより妥当な数字だとしており、またスペインとアフリカの人口も下方修正されている。
この推計によればローマ帝国の人口密度は13.6人/km2であり、現代の水準からすれば非常に低い値である（例えば日本の人口密度は300人/km2を超える）。ギリシア語圏の東側では人口密度が20.9人/km2であり、ラテン語圏の西側10.6人/km2の倍である。西側では唯一イタリア本土とシチリア島のみが東側に比する人口密度を持っていた。奴隷は帝国総人口の約15%を占めており、この割合はイタリアでより高く、アフリカやエジプトではより低かったものと考えられている。
| ローマ帝国の人口推計                                                                                          |                 |                         |                            |                          |                             |                |
| 地域 | 面積 (1000 km2) | 紀元14年 人口 (100万人) | 紀元14年 人口密度 (人/km2) | 紀元164年 人口 (100万人) | 紀元164年 人口密度 (人/km2) | 人口増加率 (%) |
| ギリシャ | 267             | 2.8                     | 10.5                       | 3.0                      | 11.2                        | 7.1            |
| アナトリア | 547             | 8.2                     | 15.0                       | 9.2                      | 16.8                        | 12.2           |
| 大シリア | 109             | 4.3                     | 39.4                       | 4.8                      | 44.0                        | 11.6           |
| キプロス | 9.5             | 0.2                     | 21.2                       | 0.2                      | 21.1                        | –              |
| エジプト | 28              | 4.5                     | 160.7                      | 5.0                      | 178.6                       | 11.1           |
| リビア | 15              | 0.4                     | 26.7                       | 0.6                      | 40.0                        | 50.0           |
| 東側 | 975.5           | 20.4                    | 20.9                       | 22.9                     | 23.5                        | 12.3           |
| 併合 |                 |                         |                            | 0.2                      |                             |                |
| 東側(併合含む)                                                                                                |                 |                         |                            | 23.1                     |                             |                |
| イタリア | 250             | 7.0                     | 28.0                       | 7.6                      | 30.4                        | 8.6            |
| シチリア | 26              | 0.6                     | 23.1                       | 0.6                      | 23.1                        | –              |
| サルディーニャとコルシカ                                                                                      | 33              | 0.5                     | 15.2                       | 0.5                      | 15.2                        | –              |
| マグレブ | 400             | 3.5                     | 8.8                        | 6.5                      | 16.3                        | 85.7           |
| イベリア | 590             | 5.0                     | 8.5                        | 7.5                      | 12.7                        | 50.0           |
| ガリアとゲルマニア                                                                                            | 635             | 5.8                     | 9.1                        | 9.0                      | 14.2                        | 55.2           |
| ドナウ川地域                                                                                                  | 430             | 2.7                     | 6.3                        | 4.0                      | 9.3                         | 48.1           |
| 西側 | 2,364           | 25.1                    | 10.6                       | 35.7                     | 15.1                        | 42.2           |
| 併合 |                 |                         |                            | 2.5                      |                             |                |
| 西側(併合含む)                                                                                                |                 |                         |                            | 38.2                     |                             |                |
| ローマ帝国 | 3,339.5         | 45.5                    | 13.6                       | 61.4                     | 15.9                        | 34.9           |
| "面積"には14年の直後に併合された王国のものも含まれる。 After Frier, "Demography", 812, table 5, 814, table 6. |                 |                         |                            |                          |                             |                |

古典期全体を通して人口に関する記録は殆ど無く、存在するものも誇張的・印章的である。同時代の漢朝と異なりローマ帝国の広範な国勢調査は残っていない。共和制時代後期に関してはわずかながら人口統計の記録が残されているが、信憑性があるの前3世紀中頃以降のもののみである。前2世紀には14の記録が残されており、258,318人から394,736人の間である。一方、前1世紀に関しては4つしか残されていない上に、前70/69年の910,000人から前28年の4,063,000人と数字に大きな差が存在する。そのため後者のアウグストゥスによる調査（前28年、前8年、紀元後14年）に関しては議論も多い。E. Lo Cascioなどによる解釈では帝国時代を通じて異なる人口史が展開されている。
| 165年のイタリア本土および周辺の島の人口       |                |                 |                   |
|                                               | 人口 (100万人) | 面積 (1000 km2) | 人口密度 (人/km2) |
| アウグストゥスによるセンサスの 標準的な解釈   | 8–9            | 310             | 26–29             |
| アウグストゥスによるセンサスの 修正された解釈 | 12–13          | 310             | 39–42             |
| After Scheidel, "Demography", 47 n. 42, 47.   |                |                 |                   |

## 都市化
前近代経済の水準からするとローマ帝国は非常に都市化が進んでいた。14年にはローマ市の住民は75万を数え、イタリア全土の人口の1割以上を占めていた。2世紀になると人口は100万人を超え、西洋の都市で再びこれに匹敵するものは19世紀まで現れなかった。帝国の首都としてローマは帝国全土からの物流によって支えられており、他の都市を圧倒していた。帝国の他の主要な都市（アンティオキア、アレクサンドリア、後のカルタゴなど）の人口は数十万人かそれ以下であった。高い死亡率と前近代の衛生環境によって都市地域では出生数よりも死亡数が高くなっており、これらの人口は移民によって支えられていた。大きな都市は多大な需要を生み、農作物だけでなく工芸品や贅沢品が求められていた。
その他の都市は規模が小さく、人口は約10000から15000人であり、住民は城壁で囲まれた市の中心部の外側で暮らしていた。帝国の都市地域の人口を累計するとおよそ500万から700万人になると推計されている。
| 1世紀のローマ帝国の都市の人口 (千人)                          |          |                |          |                  |            |
| イタリア                                                      | イタリア | イベリア       | イベリア | エジプト         | エジプト   |
| ローマ                                                        | 350      | カディス       | 65       | アレクサンドリア | 216        |
| カプア                                                        | 36       | タラゴナ       | 27       | オクシリンコス   | 34         |
| ピサ                                                          | 20       | コルドバ       | 20       | メンフィス       | 34         |
| カタニア                                                      | 18       | メリダ         | 15       | ヘルモポリス     | 24         |
| ナポリ                                                        | 15       | カルタヘナ     | 10       | アルシノエ       | 20         |
| ボローニャ                                                    | 10       | パンプローナ   | 10       | アンティノエ     | 16         |
|                                                               |          |                |          | ヘリオポリス     | 14         |
| 小アジア                                                      | 小アジア | 大シリア       | 大シリア | 北アフリカ       | 北アフリカ |
| スミルナ                                                      | 90       | アンティキオラ | 90       | カルタゴ         | 50         |
| エフェソス                                                    | 51       | アパメア       | 37       | ルシカデ         | 20         |
| ニコメディア                                                  | 34       | ダマスカス     | 31       | キルタ           | 20         |
| アンシラ                                                      | 34       | ボスラ         | 30       | ハドルメントゥム | 20         |
| ペルガモン                                                    | 24       | ティルス       | 20       | シッカ           | 16         |
| キュジコス                                                    | 24       | バールベック   | 13.5     | トゥッガ         | 13         |
| ミティリーニ                                                  | 23       | シドン         | 12       | テュスドルス     | 10         |
| ニカイア                                                      | 18       | エルサレム     | 10       | ヒッポ・レギウス | 10         |
| アンタキヤ                                                    | 17       |                |          | ランブラエシス   | 10         |
| ミレトス                                                      | 15       | ギリシャ       | ギリシャ |                  |            |
| イサウラ                                                      | 12       | コリントス     | 50       |                  |            |
| トレビゾンド                                                  | 10       | アテネ         | 28       |                  |            |
| After Maddison, Contours of the World Economy, 42, table 1.6. |          |                |          |                  |            |